# Daikansho
Un daikansho (代官所) est le bureau d'un magistrat (daikan) au cours de l’époque d'Edo (1603-1868) de l’histoire du Japon.
Période Muromachi : les daikan sont des administrateurs de terres sous contrôle direct du bakufu (le shogunat).
Période Edo : le daikan ainsi que le gundai (daikan administrant des terres shogunales plus importantes, des villes) étaient nommés par le bakufu sous le contrôle du bugyo kanjo (commissaire des finances) et administraient des chigyo-chi de moyenne ou petite taille. 
Les terres étaient donc administrées soit par un daimyo, soit par un daikan. Elles étaient alors réputées généralement plus faciles à vivre.